# Açude São Pedro Timbaúba
O Açude São Pedro Timbaúba é um açude brasileiro no estado do Ceará, localizado no município de Miraíma, que barra as águas do riacho Bom Jesus, afluente do Rio Aracatiaçu, e foi concluído em 1916.
Sua capacidade de amarzenamento de água é de 19.259.000 m³.